# Judith Oexle
Judith Oexle (* 4. Februar 1956 in Baden-Baden) ist eine deutsche Mittelalterarchäologin.

## Leben
Bereits während ihrer Schulzeit sammelte Judith Oexle ihre ersten archäologischen Erfahrungen, als sie im Alter von 15 Jahren als Ausgrabungshelferin am Bodensee mitarbeitete.  Sie legte ihr Abitur 1974 am Hegau-Gymnasium in Singen (Hohentwiel) ab. Judith Oexle studierte ab 1974 Geschichte, Kunstgeschichte und Vor- und Frühgeschichte an den Universitäten München, Mainz, Heidelberg und Kiel, wo sie 1983 summa cum laude promoviert und mit dem Universitätspreis ausgezeichnet wurde. Sie erhielt ein Promotionsstipendium der Studienstiftung des Deutschen Volkes.
1983 übernahm Judith Oexle beim Landesdenkmalamt Baden-Württemberg die Leitung der archäologischen Grabungen in Konstanz und Ulm, ab 1987 war sie Referentin für Stadtarchäologie ebenda. Ab 1990 leitete sie das neu gegründete archäologische Landesmuseum in Konstanz. Seit 1993 stand sie dem neu gegründeten Sächsischen Landesamt für Archäologie und dem Landesmuseum für Vorgeschichte Dresden als Landesarchäologin des Freistaates Sachsen und Direktorin des Landesmuseums vor.
Im Landesamt implementierte sie ein Finanz- und Zeitcontrolling und wandelte die Behörde erfolgreich in einen Staatsbetrieb um. Diese Veränderung war teilweise von Diskussionen begleitet. 1998 übernahm sie die Konzeption und Realisierung der ersten sächsischen Landesausstellung „Zeit und Ewigkeit“ im Kloster St. Marienstern. Sie initiierte 2002 die Gründung der Stiftung Pro archaeologia Saxoniae durch die MIBRAG, die u. a. den Werner-Coblenz-Preis und das Gerhard-Bersu-Stipendium vergibt. Am 14. September 2006 trat sie als sächsische Landesarchäologin zurück. Ihr kommissarischer Nachfolger wurde Thomas Westphalen, ehe im März 2009   Regina Smolnik zur neuen Landesarchäologin berufen wurde.
Oexle wechselte zum 1. Oktober 2006 ins Sächsische Staatsministerium des Innern, wo sie das Referat 54 Städtebau- und EU-Förderung in der Abteilung 5 Bau und Wohnungswesen leitete. Hier setzte sie sich für die Umsetzung ihrer schon 2005 auf einer Denkmalpflegertagung „Nachdenken über Denkmalpflege (Teil 4)“ öffentlich vorgestellten These ein, dass man sich von den jüngeren Baudenkmalen ab der Gründerzeit verabschieden solle, um sich in der Denkmalpflege besser auf die älteren Denkmale konzentrieren zu können.
Nach ihrer Tätigkeit im Innenministerium, die im November 2008 endete, wechselte sie ins Sächsische Staatsministerium für Soziales und Verbraucherschutz. Dort leitete sie das Referat 33 (Pflege und Altenhilfe) und war zugleich Seniorenbeauftragte für den Freistaat Sachsen. Danach war sie in diesem Ministerium Referatsleiterin im Referat Grundsatzangelegenheiten der Abteilung 5, Sozialmonitoring, Sozialberichterstattung und Statistik und erarbeitete die erste Sozialberichterstattung für den Freistaat Sachsen. Bis zu ihrer Pensionierung war sie Leiterin des Referat 34 (Statistik, Berichte und Studien), dieses Amt bekleidet im Juni 2024 Frank-Peter Wieth.
Judith Oexle ist Nichte des Mittelalterhistorikers Otto Gerhard Oexle.
Sie ist unter anderem Mitglied der CDU, korrespondierendes Mitglied des Deutschen Archäologischen Instituts (DAI), Mitglied der Deutschen Akademie für Städtebau und Landesplanung (DASL), der Historischen Kommission der Sächsischen Akademie der Wissenschaften zu Leipzig und des Alemannischen Instituts Freiburg.

## Drittmittelfinanzierte Projekte
Bewilligte drittmittelfinanzierte Forschungsvorhaben:
- DFG-Projekt ‚Das Gräberfeld von Niederkaina‘ (bewilligt 1995, ein Wissenschaftler, ein technischer Mitarbeiter)
- VW-Projekt: (zusammen mit der TU Freiberg) Zur Archäometallurgie des Eisens in der Lausitz (bewilligt 1994, im archäologischen Projektteil zwei wissenschaftliche Mitarbeiter)
- VW-Projekt: Kupfer- und Zinngewinnung im Erzgebirge (bewilligt 1995, zwei wissenschaftliche Mitarbeiter)
- DFG-Projekt: Erforschung und Veröffentlichung des von der jüngeren Bronzezeit bis zur slawischen Landnahme belegten Friedhofes bei Liebersee, Kr. Torgau-Oschatz, Sachsen (bewilligt 1995, zwei Wissenschaftler)
- zusammen mit Roland Baumhauer (Universität Trier):
  - DFG-Projekt: Geomorphologische, sedimentologische und archäologische Untersuchungen zur holozänen Landschaftsentwicklung in der südlichen Leipziger Tieflandsbucht (bewilligt 1998)
  - Landschaftsarchäologie seit dem Spätglazial in der nördlichen Oberlausitz (bewilligt 2003)

## Publikationen
Monografien
- Scherben sind Geschichte. Alte und neue Funde zur Konstanzer Stadtarchäologie. Ein Begleitheft zur Ausstellung im Rosgartenmuseum 1984, Konstanz 1984
- Studien zu merowingerzeitlichem Pferdegeschirr am Beispiel der Trensen. Germanische Denkmäler der Völkerwanderungszeit, Ser. A, 16; 2 Bde., Mainz 1992, ISBN 3-8053-1117-6.
- (mit Dieter Planck und Otto Braasch) Unterirdisches Baden-Württemberg. 250.000 Jahre Geschichte und Archäologie im Luftbild, Stuttgart: Theiss 1994, ISBN 978-3-8062-0497-1.

Aufsätze
- Zusammen mit A. Zettler, Grabungen in der „Pfalz“ zu Reichenau-Mittelzell, Kreis Konstanz. In: Archäologisches Korrespondenzblatt 12, 1978, S. 269–280
- Stadtkernarchäologie in Konstanz – Stand und Perspektiven. In: Archäologische Nachrichten aus Baden 33, 1984, S. 32–39.
- Stadtkernarchäologie in Konstanz – die Grabungen in der Brückengasse 5 und 7. In: Archäologische Ausgrabungen in Baden-Württemberg 1984, Stuttgart 1985, S. 240–244.
- Archäologische Untersuchungen am Konstanzer Fischmarkt. In: Archäologische Ausgrabungen in Baden-Württemberg 1984, Stuttgart 1985, S. 244–249.
- Spätlatènezeitliche Siedlungsfunde aus Konstanz, Brückengasse 5 – 7. In: Archäologische Ausgrabungen in Baden-Württemberg 1984, Stuttgart 1985, S. 76–78.
- Stadtkernarchäologie in Konstanz. In: Der Keltenfürst von Hochdorf, Stuttgart 1985, S. 451–454.
- Würfel und Paternosterhersteller im Mittelalter. In: Der Keltenfürst von Hochdorf Stuttgart 1985, S. 455–462.
- Felix mater Constantia? In: Archäologie in Deutschland, Heft 4, 1985.
- Eine Konstanzer Töpferwerkstatt im 17. Jh. In: Der Keltenfürst von Hochdorf, Stuttgart 1985, S. 473–489.
- Die Grabungen im Salmannsweilerhof zu Konstanz. In: Archäologische Ausgrabungen 1985, S. 228–234.
- Der Salmannsweiler Hof und das Hospitium des Abtes Frowin. Archäologische und historische Aspekte (zus. mit H. Maurer). In: Schriften des Vereins für Geschichte des Bodensees –und seiner Umgebung 105, 1987, S. 1–17.
- Die Grabungen am Fischmarkt zu Konstanz. In: Erhalten historisch bedeutsamer Bauwerke. Sonderforschungsberichte des SFB 315 der Universität Karlsruhe, 1987, S. 305–330
- Zusammen mit F. Meckes, Sanierungsgebiet Katzgasse-Wessenbergstraße. Stellungnahme der Archäologischen Denkmalpflege und der Bau- und Kunstdenkmalpflege, 233 S. mschr. vervielfältigtes Ms. Württemberg 1986, Stuttgart 1987, S. 258–262.
- Mittelalterliche Stadtarchäologie in Baden-Württemberg. Gedanken zu Standort und Forschungsmöglichkeiten. In: Archäologie in Württemberg. Ergebnisse und Perspektiven archäologischer Forschung von der Altsteinzeit bis zur Neuzeit, Stuttgart 1988, S. 381–411.
- Konstanz, Sanierungsgebiet Wessenbergstraße-Katzgasse. Archäologische Prospektion und Grabungen. In: Archäologische Ausgrabungen in Baden-Württemberg 1987, Stuttgart 1988, S. 243–247.
- Stadtkerngrabungen in Konstanz. In: Archäologische Ausgrabungen in Baden-Württemberg 1987, Stuttgart 1988, S. 253–267.
- Unter dem Pflaster liegt Geschichte (verfasst für das Innenministerium Baden-Württemberg) (2. Auflage Stuttgart 1989).
- Stadtarchäologie in Konstanz – Grabungen im Sanierungsgebiet Wessenbergstraße-Katzgasse. In: Archäologische Ausgrabungen in Baden-Württemberg 1988, Stuttgart 1989, S. 276–280.
- Das verschüttete Mittelalter. Probleme der Stadtarchäologie in Ulm. In: Archäologie in Deutschland, Heft 1, 1989, S. 40–44.
- Zur Siedlungsgeschichte des Konstanzer Stadthügels. In: Die Konstanzer Münsterweihe von 1089 in ihrem historischen Umfeld, Freiburg 1989.
- Stadtarchäologie in Ulm. In: Archäologische Ausgrabungen in Baden-Württemberg 1988, Stuttgart 1989, S. 312–322.
- Stadterneuerung und Stadtarchäologie – Gedanken zur Kooperation. In: Denkmalpflege in Baden-Württemberg. Nachrichtenblatt des Landesdenkmalamtes 18, 1989, S. 51–65.
- Stadtarchäologie in Konstanz. In: Archäologische Ausgrabungen in Baden-Württemberg 1989, Stuttgart 1990, S. 303–309.
- Stadtarchäologie in Ulm. In: Archäologische Ausgrabungen in Baden-Württemberg 1989, Stuttgart 1990, S. 313–322.
- Zusammen mit A. Gühne, Im Brennpunkt: Stadtarchäologie in Meißen – ein Neubeginn. In: Archäologie in Deutschland Heft 2, 1991, S. 4–5.
- Rettungsgrabungen in der Ulmer Schwörhausgasse. In: Archäologische Ausgrabungen in Baden-Württemberg 1990, Stuttgart 1991, S. 256–259.
- Neue Ergebnisse der Grabungen auf dem Ulmer Münsterplatz. In: Archäologische Ausgrabungen in Baden-Württemberg 1990, Stuttgart 1991, S. 259–268.
- Zum Fortgang der Grabungen in der Wessenbergstraße-Katzgasse in Konstanz. In: Archäologische Ausgrabungen in Baden-Württemberg 1990; Stuttgart 1991, S. 240–243.
- Die Grabungen im Areal des ehemaligen Klosters Petershausen, Stadt Konstanz. In: Archäologische Ausgrabungen in Baden-Württemberg 1991, Stuttgart 1992, S. 267–272.
- Zusammen mit J. Schneider, Die mittelalterliche Stadt als Forschungsfeld der Archäologie. In: Stadtluft, Hirsebrei und Bettelmönch. Die Stadt um 1300, Zürich 1991, S. 14–26
- Städteportrait Konstanz, ebd., S. 53–69.
- Städteportrait Ulm, ebd., S. 165–183.
- Ent- und Versorgung nach dem archäologischen Befund, ebd., S. 364–374.
- Zusammen mit B. Becker, Stadt und Umland, ebd., S. 374–381.
- Metallfunde aus Konstanzer Grabungen, ebd., S. 432–437.
- Schätze unter Schutt. Die Stadtarchäologie Leipzigs und Dresdens. In: C 14, München 1993, S. 129–142.
- Die Grabungen in der Katzgasse in Konstanz. In: Archäologische Ausgrabungen in Baden-Württemberg 1992, Stuttgart 1993, S. 320–324.
- Die Grabungen in der Konstanzer Neugasse, ebd., S. 325–331.
- Das Landesamt für Archäologie mit Landesmuseum für Vorgeschichte im Freistaat Sachsen. In: Ausgrabungen und Funde, Sonderheft 1, 1994, S. 52–57.
- Zusammen mit Christoph Huth et al.; Breunsdorf: ein Vorbericht über ein interdisziplinäres Forschungsprojekt zur Kulturlandschaftsarchäologie im Südraum Leipzig. In: Siedlungsforschung 12, 1994, S. 271–299.
- Denkmalpflege als Wirtschafts- und Standortfaktor. Anmerkungen aus der Sicht des Archäologen. Schriftenreihe des Deutschen Nationalkomitees für Denkmalschutz 49, Bonn 1995.
- Fünfzig Jahre Wiederaufbau Ost. Archäologische Zeitreise ins Mittelalter Sachsens. In: Archäologie in Deutschland, Heft 3, 1995, S. 16–18, 26–31.
- Archäologie in Dresden in den Jahren 1994 – 1995. In: Dresdner Geschichtsbuch, Dresden 1995, S. 9–22.
- Der Dresdner Altmarkt – drunter und drüber. In: Bauwelt 1996, Heft 12, Berlin, Bertelsmann, S. 650–653.
- Der ‚Wettinerschatz’ aus dem Moritzburger Wald. In: Archäologie aktuell im Freistaat Sachsen 4, 1996, Landesamt für Archäologie, Dresden, 1997, S. 337–344.
- Der Wettiner Schatz im Walde. In: Archäologie in Deutschland, Heft 1, 1997, S. 36–37.
- Der „Wettinerschatz“ aus dem Moritzburger Wald. In: Der Schatz der Wettiner, Leipzig, 1997.
- Hightech für Sachsens Denkmale. In: Archäologie in Deutschland, Heft 4, 1997, S. 4–5.
- Sachsens Haus für Vor- und Frühgeschichte. In: Archäologie in Deutschland, Heft 4, 1997, S. 34–35.
- Kulturlandschaftsarchäologie im Südraum Leipzig: einführende Vorbemerkungen. In: Sächsische Heimatblätter, Bd. 43, Dresden, 1997, S. 305–306.
- Schichten und Scherben: Stadtarchäologie in Plauen. In: Bilder und Texte zur Geschichte der Stadt im Spiegel der Archäologie, Landesamt für Archäologie mit Landesmuseum für Vorgeschichte, Dresden, 1997, S. 23.
- Sachsens Städte aus der Luft – Bilder zwischen 1937 und 1996. In: Aus der Luft – Bilder unserer Geschichte, Landesamt für Archäologie, Dresden 1997, S. 69–75.
- Das Beispiel Dresden. In: Geschichtswerkstatt Spree-Insel: historische Topographie, Stadtarchäologie, Stadtentwicklung; Potsdam: Verlag für Berlin-Brandenburg, 1998, S. 49–53.
- Würfelmacher und Paternosterer im spätmittelalterlichen Konstanz. In: Probleme und Perspektiven der handwerksgeschichtlichen Forschung, Campus Verlag, Frankfurt/Main, 1998, S. 83–98.
- Zusammen mit W. Ender, Wo die Geschichte von Toten lebendig wird. Die Gräber von Liebersee erschließen vergangene Kulturen. In: forschung, Mitteilungen der DFG 3/1998, S. 12–15.
- Zusammen mit J. Bemman und W. Ender, Reviving the History of People Long Dead. Liebersee Graves open the Door to the Past. In: Reports of the DFG 2-3/98, german research, S. 12–14.
- Zusammen mit Robert B. Heimann u. a., Archaeometallurgical investigations into the iron production technology in Upper Lusatia, Saxony, from the Early Iron Age (Billendorf period) to the 12th century A.D. In: European Journal of Mineralogy 1998, 10, S. 1015–1035.
- Zeit und Ewigkeit, 128 Tage in St. Marienstern – eine Bilanz; herausgeben vom Sächsischen Staatsministerium für Wissenschaft und Kunst, Sachsen, Dresden, 1999.
- Analyse der Besucherströme während der 1. Sächsischen Landesausstellung im Kloster Marienstern. In: Informationen des Sächsischen Museumsbundes e. V.,1999, S. 29–31.
- Kooperation und Dialog. In: einszueins – positionen zum ausstellen, modo Verlag Freiburg, 1999.
- 1. Sächsische Landesausstellung. In: Sammeln – Erforschen – Bewahren, Zur Geschichte und Kultur der Oberlausitz, Neues Lausitzisches Magazin, Görlitz, 1999; S. 547–550.
- Zusammen mit Christian Tinapp, Harald Meller, Roland Baumhauer; Geoarchäologische Untersuchungen zur holozänen Reliefentwicklung bei Großstorkwitz (Weiße Elster, Leipziger Land). In: Die Erde, Nr. 131, 2000, S. 89–106.
- Am Rande des Merowingerreiches: das 5. und 6. Jahrhundert n. Chr. in Sachsen. In: Sachsen archäologisch 12.000 v. Chr. – 2000 n. Chr., Katalog zur Ausstellung „Die Sächsische Nacht“, Landesamt für Archäologie, Dresden, 2000, S. 69–71.
- Die Stadtwerdung Dresdens aus der Sicht der Archäologie. In: Dresdner Hefte 65, Dresdner Geschichtsverein, 2001, S. 13–21.
- Multikulturelle Wurzeln der Merowingerzeit. In Schönheit, Macht und Tod (Halle/Saale 2001) S. 206–207.
- Brennpunkt: Die Archäologie braucht Museen. In: Archäologie in Deutschland, Heft 2, 2002, S. 36–37.
- Stadtarchäologie in Sachsen. Ein Überblick. In: P.J. Woltering et al. (Red.), Middelleeuwse toestanden: archeologie, geschiedenis en monumentenzorg, Festschrift H. Sarfatij zum 65. Geburtstag, Hilversum, 2002, S. 95–122
- Brennpunkt: Wenn das Wasser steigt und steigt. In: Archäologie in Deutschland, Heft 6, 2002, S. 30–31.
- Kulturpolitik in den neuen Bundesländern. In: Ästhetik & Kommunikation, Heft 119, 33. Jahrgang, Ästhetik & Kommunikation e. V., Berlin 2002, S. 37–42.
- Sachsen. In: Menschen – Zeiten – Räume. Archäologie in Deutschland, Berlin 2003, 66–67.
- Quo vadis staatliche Denkmalpflege? Im Druck (Deutsche Gesellschaft für Ur- und Frühgeschichte H. 4, 2004)
- Denkmalpflege im postheroischen Zeitalter, Vortragsmanuskript zur AGW-Frühjahrstagung in Chemnitz, gehalten am 30. April 2004
- Gegenwartsfluchten – Gedanken zur Landschaftstransformation, Vortragsmanuskript einer Tagung der DASL, Landesgruppe Sachsen – Sachsen-Anhalt – Thüringen, gehalten in Ronneburg am 14. Mai 2004, Tagungsbeilagen der Gesamttagung der Deutschen Akademie für Städtebau- und Landschaftsgestaltung, Münster 2004
- Demographische Schrumpfungen und ihre Folgen für Archäologie und Landschaftsmanagement in Mitteldeutschland nach 1989. In: Multiple landscape. Merging past and present in landscape planning. 5th International Workshop on Sustainable Land Use Planning, Wageningen 2004. CD-Publikation Univ. Wageningen (Wageningen 2004).
- Strukturwandel und Schrumpfungsprozesse – Auswirkungen auf die Denkmalpflege. In: Zeitschrift der Wohnungswirtschaft Bayern, wohnen 3/05, März 2005, 95. Jahrgang, S. 109–116.
- Zusammen mit Reiner Göldner, Kerstin Hartsch und Michael Strobel: Wie läßt sich eine intensive landwirtschaftliche Flächennutzung mit dem Schutz archäologischer Kulturdenkmale in Einklang bringen? In: Archäologische Informationen 27/1, 2004, S. 25–36
- Zusammen mit M. Strobel: Auf den Spuren der „urbs, quae dicitur Gana“, der Hauptburg der Daleminizier. Erste archäologische Untersuchungen in der slawischen Befestigung von Hof/Stauchitz. In: Arbeits- und Forschungsberichte zur sächsischen Bodendenkmalpflege 46/2004, S. 253–263.
- Zusammen mit Reiner Göldner, Kerstin Hartsch und Michael Strobel: How can an intensive agricultural land use and the protection of archaeological sites be brought in line. An outlook after the flood of august 2002. In: H. Stoepker (Hrsg.), Archaeological Heritage Management in riverine landscapes (Amersfoort 2005) S. 95–109.
- The Foundation “Pro Archaeologia Saxoniae”, a new platform for sponsoring research in the Central European archaeology. In: Archaeologia Polona 43/2005, 209–217.
- Ein Architektenleben zwischen Krieg und Wiedervereinigung. Judith Oexle im Gespräch mit Wolfgang Hänsch. In: Dresden 8000 – Eine archäologische Zeitreise (Dresden 2006) S. 240–243

Rezensionen
- Georg Mörsch, Aufgeklärter Widerstand. In: Spektrum der Wissenschaft 1991.
- Hessen im Frühmittelalter. Archäologie und Kunst. Ausstellungskatalog des Museums für Vor- und Frühgeschichte Frankfurt (Frankfurt 1984). In: Offa 43, 1988.
- Walter Sage, Das Reihengräberfeld von Altenerding in Oberbayern. (Berlin 1984). In: Prähistorische Zeitschrift 61, 1986, S. 234.
- J.P. Lamm und H.A. Nordström, Vendel period Studies (Stockholm 1983). In: Offa, 42, 1985 (Festschrift Karl Kersten) S. 457–460.

Herausgeberschaften
- Archäologie aktuell im Freistaat Sachsen, Bd. 1, 1993 – 6, 1998/99 (2000)
- Archæo 1/2004; 2/2005 (erscheint jährlich)
- Arbeits- und Forschungsberichte zur sächsischen Bodendenkmalpflege (erscheint jährlich)
- Veröffentlichungen des Landesamtes für Archäologie mit Landesmuseum für Vorgeschichte, Monographienreihe, erscheint jährlich. Zuletzt erschienen:
  - Frühe Kirchen in Sachsen. Ergebnisse archäologischer und baugeschichtlicher Untersuchungen, Dresden 1994
  - Das prähistorische Gräberfeld von Niederkaina bei Bautzen, Bd. 1, 1997; Bd. 2, 1997; Bd. 3, 1998; Bd. 4, 2000; Bd. 5, 2001; Bd. 6, 2002, Bd. 7, 2003; Bd. 8, 2003
  - Breunsdorf, Bd. 1, 1998; Bd. 2, 2002
  - Liebersee – ein polykultureller Bestattungsplatz an der sächsischen Elbe, Bd. 1, 1999; Bd. 2, 2000; Bd. 3, 2003; Bd. 4, 2003; Bd. 5, 2005.
  - Archäologische Untersuchungen zum Kornmarkt in Zwickau, Dresden 2001
  - Zwischen Wallstraße und Altmarkt – Archäologie eines Altstadtquartiers in Dresden, Dresden 2002
  - Frühneuzeitliche Hohlglasfunde, Leipzig, Petersstraße 28, Dresden 2002
  - Frühmittelalter in Nordwestsachsen, Dresden 2003
  - Die archäologischen Ausgrabungen auf dem Burgberg in Meißen, Dresden 2004
  - Das mehrperiodige Gräberfeld von Altlommatzsch bei Meißen, Dresden 2004
  - Waldenburger Steinzeug, Dresden 2005
  - Reichwalde 1, Dresden Nov. 2005
- Aus der Luft – Bilder unserer Geschichte: Luftbildarchäologie in Zentraleuropa, Dresden, Landesamt für Archäologie, 1997
- zusammen mit M. Bauer und M. Winzeler: Zeit und Ewigkeit. 128 Tage in Marienstern. Ausstellungskatalog, Halle 1998
- Sachsen: archäologisch: 12000 v. Chr. – 2000 n. Chr. Katalog zur Ausstellung „Die Sächsische Nacht“, Dresden, Landesamt für Archäologie, 2000
- Die Sächsische Nacht: Ein Begleitheft für Kinder und ihre Eltern, Landesamt für Archäologie, Dresden 2000
- zusammen mit A. Auerbach und H. Meller, Von Peißen nach Wiederitzsch. Archäologie an einer Erdgastrasse (Gröbers 2004)
- Archaeonaut, Heft 1: Burg- und Klosteranlage Oybin, Landesamt für Archäologie, Dresden 2002
- Archaeonaut, Heft 2: Leipzig, Thomaskirchhof, Landesamt für Archäologie, Dresden 2003
- Archaeonaut, Heft 3: Der Burgberg Meißen. Archäologie und frühe Geschichte, Landesamt für Archäologie, Dresden 2004
- Archaeonaut, Heft 4: Der Adonis von Zschernitz. Landesamt für Archäologie, Dresden 2004
- Archaeonaut, Heft 5: Wüstes Schloss Osterland. Archäologie und Perspektiven für seine Erschließung. Landesamt für Archäologie, Dresden 2006
- Dresden 8000 – Eine archäologische Zeitreise. Begleitband zur Ausstellung. Landesamt für Archäologie, Dresden 2006